# Eugène Belgrand
Eugène Belgrand (ur. 23 kwietnia 1810 w Ervy-le-Châtel, zm. 8 kwietnia 1878 w Paryżu) – francuski inżynier zaangażowany w prace przy odnawianiu Paryża w II połowie XIX w.
Był absolwentem École polytechnique w Paryżu a następnie w 1871 wybrany członkiem Francuskiej Akademii Nauk. Mimo iż na studiach był nauczany jedynie podstaw geologii a hydrologia jako nauka nie istniała, Belgrand poświęcił się tej nauce. Prawdopodobnie stało się tak, gdy obserwował potok niszczący prace budowlane na rzece na Côte-d'Or. W latach 1852–1870 brał czynny udział w renowacji Paryża. Zaprojektował m.in. system paryskich ścieków oraz akwedukt rzeki Vanne i rezerwuar Montsouris. Przez dziesięć lat organizował i nadzorował system hydrometryczny basenu Sekwany.

## Odznaczenia
- Odznaczony orderem Legii Honorowej,
- Jego nazwisko pojawiło się na liście 72 nazwisk na wieży Eiffla[2].

## Publikacje
- La Seine. Le Bassin parisien aux âges antéhistoriques (1869)
- Belgrand Marie-François-Eugène (1810-1878)'Les Travaux souterrains de Paris (5 tomów, 1872-1887)
- Étude préliminaire sur le régime des eaux dans le bassin de la Seine (1873)
- Les Aqueducs romains (1875)

## Przypisy

Prace Eugène Belgranda
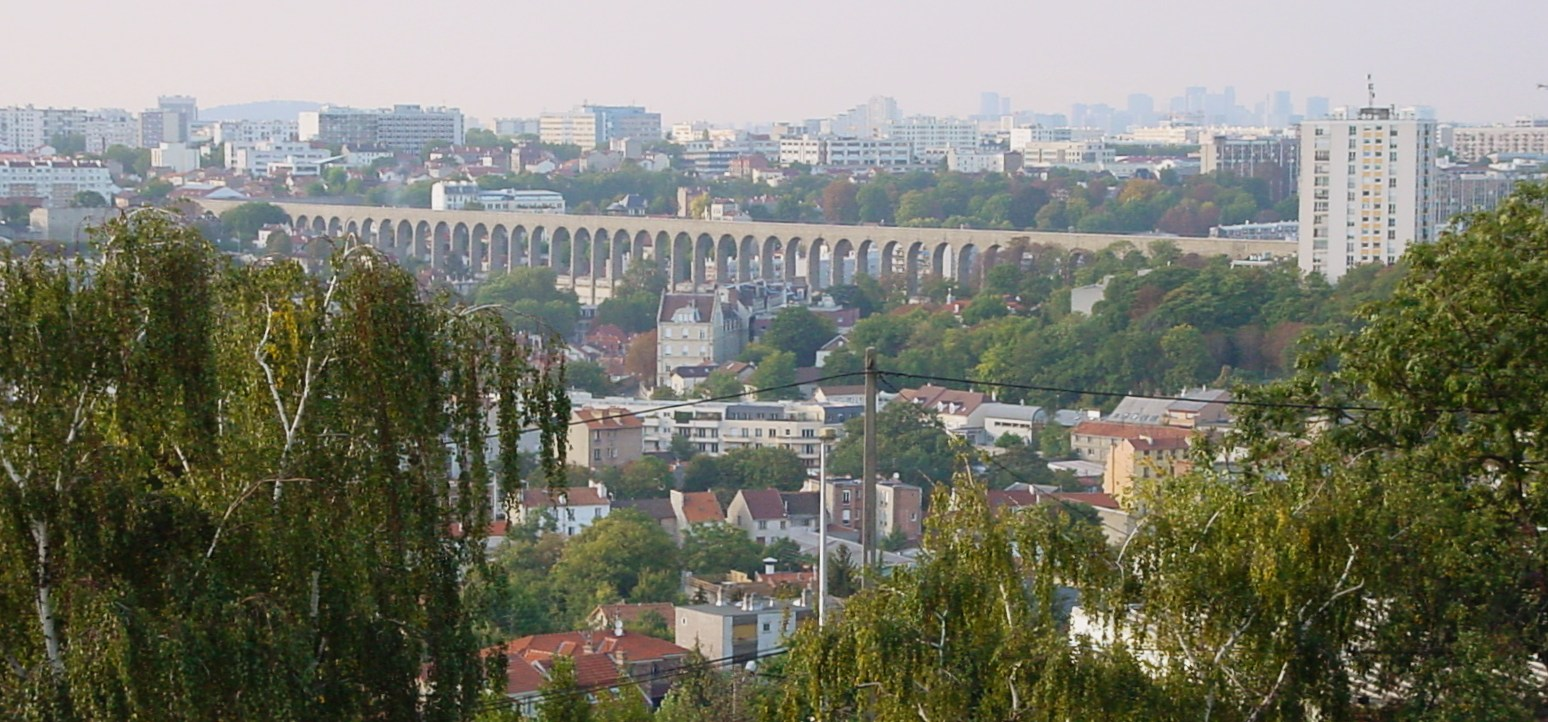
Akwedukt rzeki Vanne
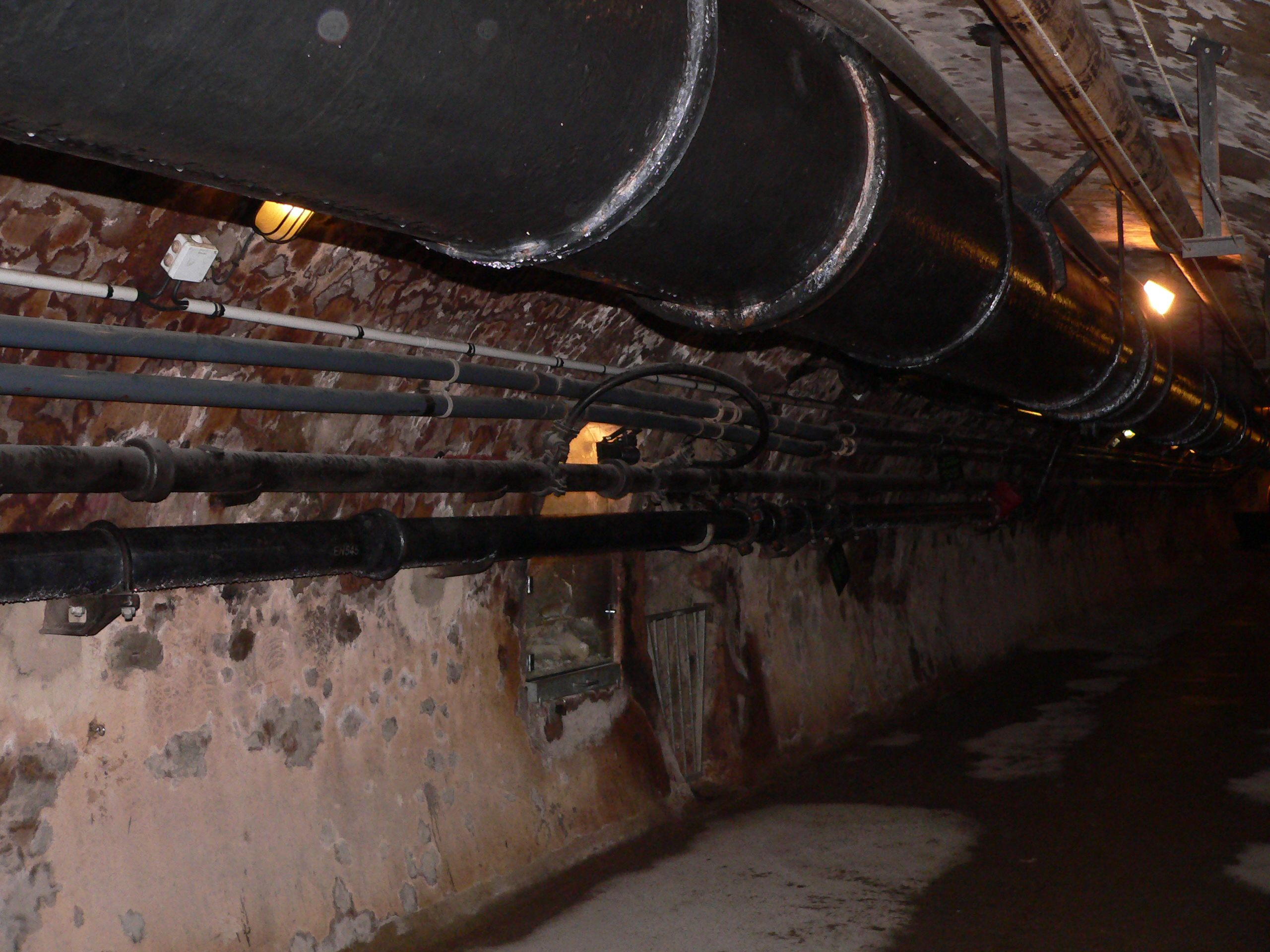
Kanał ściekowy w Paryżu
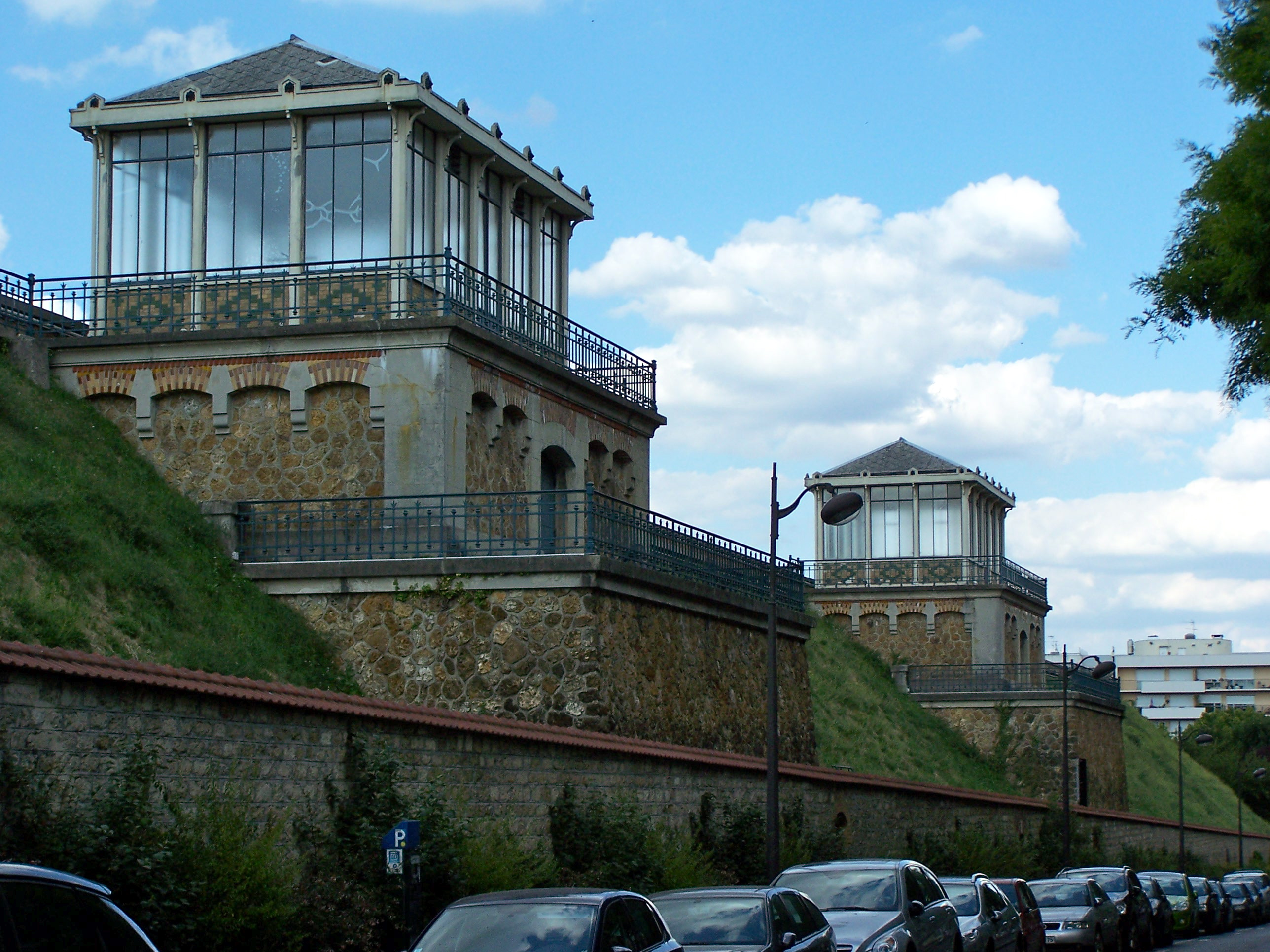
Rezerwuar Montsouris